# ثيودور شنايدر
ثيودور شنايدر (بالألمانية: Theodor Schneider)‏ هو عالم رياضيات ألماني.